# شاتو مالميزون

شاتو مالميزون هو شاتو يقع على الضفة الشمالية لنهر السين على يعد 15 كم غرب مدينة باريس، فرنسا.